# Hail to England
A Hail to England az amerikai Manowar együttes harmadik nagylemeze, mely 1984-ben jelent meg. Ezt az albumot gyakran tekintik a klasszikus korszakuk legjobb lemezének. A lemezt a zenekar az angol rajongóknak dedikálta, ezért kapta a Hail to England címet. Az albumot mindössze hat nap alatt vették fel és keverték meg. A lemez elődeihez hasonlóan kedvező kritikákat kapott, elsősorban a gyors és erőteljes megfogalmazásért. Ez volt az utolsó kiadványuk melyet a Music for Nations adott ki. A számokat Joey DeMaio szerezte, de a Each Dawn I Dieba és a Army of the Immortalsba Ross the Boss is besegített.
A lemezt 2017-ben a Rolling Stone magazin a Minden idők 100 legjobb metalalbuma listáján a 87. helyre rangsorolta.

## Számlista
1. "Blood of My Enemies" (Joey DeMaio) – 4:15
2. "Each Dawn I Die" (Ross the Boss, DeMaio) – 4:20
3. "Kill with Power" (DeMaio) – 3:57
4. "Hail to England" (DeMaio) – 4:24
5. "Army of the Immortals" (the Boss, DeMaio) – 4:24
6. "Black Arrows" (DeMaio) – 3:06
7. "Bridge of Death" (DeMaio) – 8:58

## Feldolgozások
- A Blood of my Enemiest az Edge of Sanity dolgozta fel The Spectral Sorrows című albumán.
- A Kill with Powert az Arch Enemy dolgozta fel, Dead Eyes See No Future című EP-jén.
- Az Each Dawn I Diet a Necromantia dolgozta fel, Ancient Pride című EP-jén.

## Zenészek
- Eric Adams - ének
- Ross the Boss - elektromos gitár
- Joey DeMaio - basszusgitár
- Scott Columbus - dob